# Гореме
Горѐме е село в Югозападна България, община Струмяни, област Благоевград. Селото е в България от 1912 година в резултат от Балканската война.

## Население

### Етнически състав
Преброяване на населението през 2011 г.
Численост и дял на етническите групи според преброяването на населението през 2011 г.:
|                     | Численост |
| Общо                | 92        |
| Българи             | 86        |
| Турци               | -         |
| Цигани              | -         |
| Други               | -         |
| Не се самоопределят | -         |
| Неотговорили        | 6         |

Преброяване на населението през 2023 г.
Численост и дял на етническите групи според преброяването на населението през 2023 г.:
|                     | Численост |
| ------------------- | --------- |
| Общо                | 39        |
| Българи             | 39        |
| Турци               | -         |
| Цигани              | -         |
| Други               | -         |
| Не се самоопределят | -         |
| Неотговорили        | -         |

## География
Село Гореме се намира в планински район в историко-географската област Каршияка. Разположено на източните склонове на Малешевска планина, в югоизточното подножие на Горемски рид на надморска височина около 700 м. Климатът е преходносредиземноморски с планинско влияние, зимен максимум и летен минимум на валежите (средногодишна валежна сума около 750 мм). През землището на селото преминава Горемската река, началото на която дават четири притока, които от своя страна извират от: първи приток – извира от местността Войнишките азмаци; втори приток – извира от местността Обаята; трети приток – извира до Заставата Латинка; четвърти приток – извира между селата Гореме и Горна Рибница, от местността Золая, като и четирите места, от които извират и четирите притока на реката се намират в Горемско землище. От Горемско землище се снабдяват с питейна вода селата Раздол, Гореме, Вракуповица, Кърпелево, Микрево и отчасти от местността Золая се снабдява село Цапарево. Преобладават излужени канелени горски почви.
Населението на село Гореме, наброявало 759 души при преброяването към 1934 г. и 862 към 1956 г., намалява до 283 към 1985 г. и 56 (по текущата демографска статистика за населението) към 2020 г.
При преброяването на населението към 1 февруари 2011 г., от обща численост 92 лица, за 86 лица е посочена принадлежност към „българска“ етническа група и за 6 – „не отговорили“.
При преброяването на населението през 2023г., са установени 39 жители, като почти всички са с посточнно жителство.

## История
В местността Старо селище (северозападно от Гореме) са открити останки от късноантично селище. Североизточно от него, в местността Кръсто, има античен некропол. Оттук произхожда колективна находка от около 1600 медни византийски монети от края на XII и първата половина на XIII век. Средновековното селище е възникнало в местността Църковен (около 9 км северозападно от Гореме) като пръснато поселение на животновъди. Според Йордан Заимов се е наричало Църковене или Църковяне. През първата половина на XVII век жителите му го напускат и се установяват на мястото на днешното село.
С имената Гореми и Горелина селото се споменава в османски регистри от 1611 – 1617, 1650 и 1660. Поминък на населението през XIX век са животновъдството (овце, кози, свине) и земеделието (царевица, ръж, ечемик). През 1860 на мястото на малък параклис от 1804 е построена църквата „Свети Димитър“ (паметник на културата).
През Възраждането Гореме е неголямо селище с чисто българско население, числящо се първоначално към Мелнишката каза, а след 1878 към Петричката каза на Серския санджак. В „Етнография на вилаетите Адрианопол, Монастир и Салоника“, издадена в Константинопол в 1878 година и отразяваща статистиката на населението от 1873 година, Гореме (Gorémi) е посочено като село с 82 домакинства с 220 жители българи.
По време на Кресненско-Разложкото въстание 1878 – 1879 е сформирана местна чета с войвода Стоян Янчов. В Гореме и селата Добри лаки и Игралище се съсредоточават около 400 доброволци. Петима души от селото подписват петицията на бежанци от Македония до генералния консул на Великобритания в София с молба да бъдат освободени от османско владичество (5 декември 1878).
През 1890 година е открито начално училище. Училищната сграда е построена със средства на Мите Бръкадански. В края на XIX век Васил Кънчов в известната си статистика („Македония. Етнография и статистика“) споменава селото под името Гореме с 800 жители българи християни.
В селото е създаден един от първите комитети на ТМОРО в Каршияка (преди 1900). През 1901 година селото е посетено от Гоце Делчев. Тук той научава новината за Солунската афера. По време на Горноджумайското въстание през есента на 1902 година Гореме е един от главните въстанически центрове в Петричко. Активна революционна дейност развива учителят Стоян Стаменов, войвода на местната чета, която по време на въстанието през 1902 води тежък бой с турска войска близо до селото. В навечерието на Илинденско-Преображенското въстание 1903 година четата е разбита от турците.
Според статистиката на секретаря на Българската екзархия Димитър Мишев („La Macédoine et sa Population Chrétienne“) в 1905 година населението на селото се състои от 976 българи екзархисти. В селото има 1 начално българско училище с 1 учител и 16 ученици.
По време на Балканската война 1912 – 1913 година Александър Георгиев Ханджийски и Атанас Цветков от Гореме превеждат през Малешевска планина дясната колона на Седма Рилска дивизия, която се явява в тила на турската войска, укрепена в Кресненския пролом. При избухването на войната четирима души от селото са доброволци в Македоно-одринското опълчение.
Поминък на населението и след 1912 година са земеделието и животновъдството. През 1933 година е учредено кредитното кооперативно сдружение Доверие. След 1914 жители от Гореме презаселват село Будилци. През 1958 година е основано ТКЗС, от 1968 – към Горско стопанство (днес Държавно лесничейство) в село Цапарево. След 1956 година населението намалява поради постоянни изселвания към Сандански, Струмяни и Благоевград.

## Културни и природни забележителности
Църквата „Свети Димитър“ е голяма трикорабна псевдобазилика, с външна галерия от юг и от запад. Художествената стойност в интериора имат дървените касетирани тавани с две слънца върху централния таван, рисуваният иконостас.
Архитектурният облик на Гореме се определя от по-стари къщи от типа огражденско-малешевска къща, от тях 4 са паметници на културата. Частично проведената улична регулация е променила възрожденската селищна структура. Селото е купно. То е електрифицирано и водоснабдено. Началното училище Гоце Делчев от 1948 до 1986 е основно.

## Личности
Родени в Гореме
- Александър Георгиев Ханджийски (Лесо Комитата) (1866 – 1956), български революционер, участник в Балканската война (1912 – 1913)
- Борис Цветков (1941 – 1996), български археолог
- Васил Ангелов Горемчето, български революционер, войвода на ВМОК, македоно-одрински опълченец
- Иван Българинов, български революционер, загинал преди 1918 г.[11]
- Никола Георгиев, доброволец в четата на Иван Атанасов – Инджето през Сръбско-българската война в 1885 година[12]
- Стоян Българинов (Цоне Даскало) (1880 – 1903), български революционер, деец на ВМОК